# ボンドスーツ

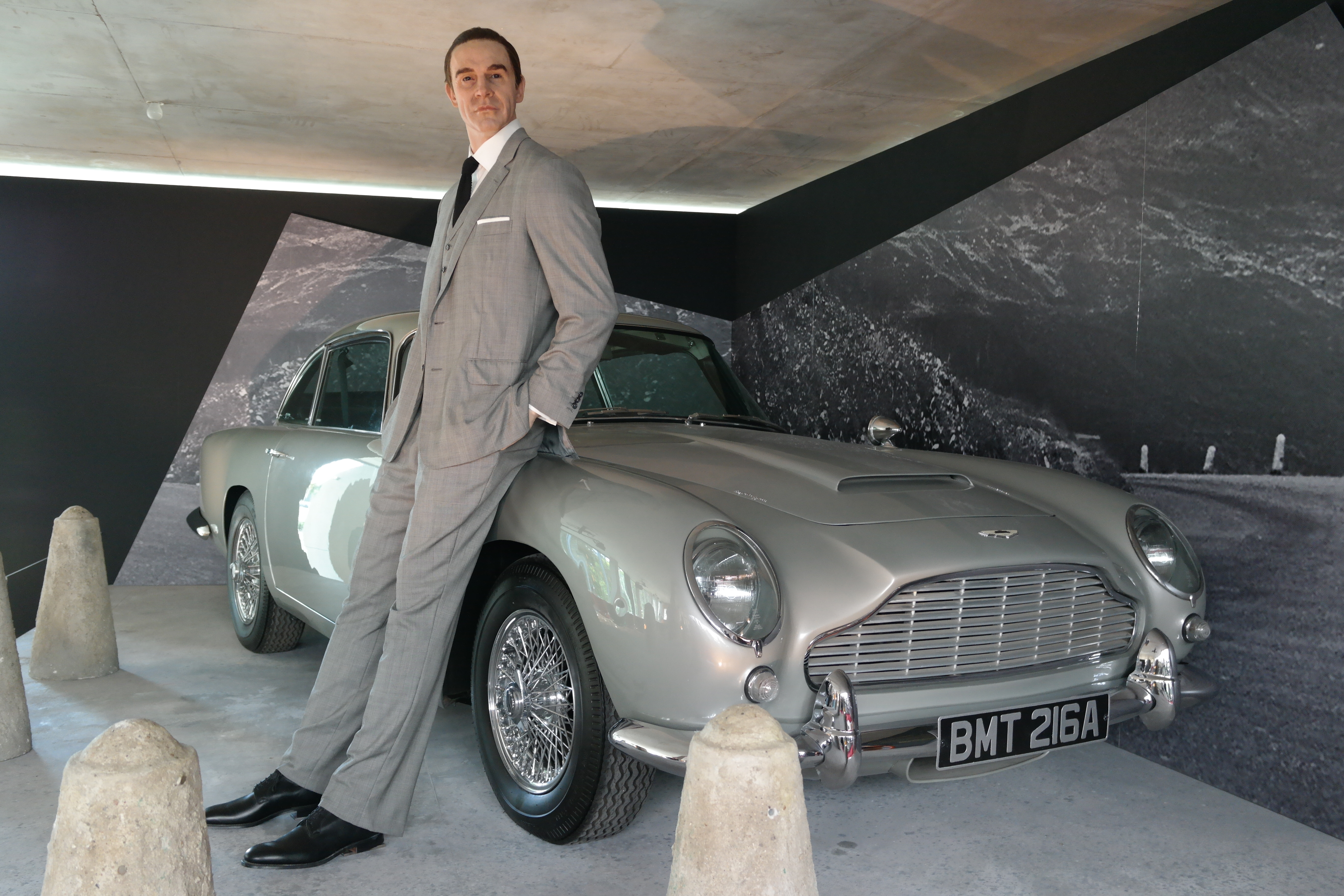
典型的なボンドスーツを着たショーン・コネリーのワックス人形。

ボンドスーツ (Bond Suits) は、映画『007シリーズ』において主人公のジェームズ・ボンドが身に纏うスーツの総称、またそのスタイルのこと。

## 概要
『007シリーズ』におけるジェームズ・ボンドの衣装としてスーツ（およびタキシード）は、それを着たままアクションシーンをこなすことが本シリーズのお約束であることから、1作目以来特に重要な位置を占めており、ジェームズ・ボンドのスタイルを構築する上で欠かせないものになっている。
作品によってスーツの製作者およびブランドは一定ではないが、おおよそ共通したスタイルがある。また、その他のボンドのアイテムと同様に、現在では現実世界のプロモーション活動として映画製作者・アパレルブランドの両者にとっても重要なものとなっている。

## スタイル
ボンドスーツの基本的なスタイルは、ダークカラー、ナチュラルショルダーの広い肩、狭めのフィッシュマウス型のラペル、絞りの少ないウエスト、低い位置についたボタン、ワイドスプレッドカラーでダブルカフスのシャツに細めのネクタイ、ツータックでサイドアジャスターのトラウザーズである。このような特徴でなおかつ3ピースの2つボタンが有名であるが、他にも様々な種類がある。なお、ボンドは愛銃のワルサーPPKを左肩に付けたガンホルスターに収めているという設定があり、デザインにそれが反映されている。
これらの基本的なスタイルは、初代のショーン・コネリーの時代に確立された。仕立てたのはロンドンのサヴィル・ロウから少し離れたコンジット通りにあるアンソニー・シンクレアというテイラーで、ここは映画第1作『007 ドクター・ノオ』を監督したテレンス・ヤングの贔屓の店であった。ヤングは当時まだほとんど無名であったコネリーをこの店に連れて行き、自身のスタイルを下敷きに、ボディビルダーでもあったコネリーの体に合わせてスーツを仕立てた結果、このようなスタイルが生まれたとされる。こうした経緯から、ボンド・スーツは「コンジット・カット」と同一視あるいはその範疇に含まれるものとされる場合もある。 なお、シャツはターンブル&アッサーであった（これもヤングの贔屓の店であった）。。
アンソニー・シンクレアは『ドクター・ノオ』から、途中『女王陛下の007』（ロンドンのテイラーDimi Majorが製作）を除き、『ダイヤモンドは永遠に』までスーツを製作した。

## シリーズ
途中に1度ジョージ・レーゼンビーの時代を例外として、アンソニー・シンクレアは初代ショーン・コネリーのシリーズ卒業までスーツの製作を行った。コネリーからロジャー・ムーアに代わって以後も、歴代のジェームズ・ボンドは基本的にこの最初に確立されたスタイルをフォローしつつ、おおよそボンド役の俳優が変わるのに対応して製作者も変わるような形で現在まで継続しているが、ビスポークテイラーからファッションブランドにその担い手が変わりつつある。
| 俳優                   | メーカー                                        |
| ---------------------- | ----------------------------------------------- |
| ショーン・コネリー     | アンソニー・シンクレア                          |
| ジョージ・レーゼンビー | Dimi Major                                      |
| ロジャー・ムーア       | Cyril Castle、Angelo Roma、ダグラス・ヘイワード |
| ティモシー・ダルトン   | Stefano Ricci                                   |
| ピアース・ブロスナン   | ブリオーニ                                      |
| ダニエル・クレイグ     | ブリオーニ、トム・フォード                      |

## タイアップ
ジェームズ・ボンドをイメージしたスーツも、腕時計やその他のアイテム同様に、商品化されている。公式にスーツを提供しているトム・フォード社からのシリーズの新作公開い合わせてコレクションとして販売されたものや、あるいは初代のアンソニー・シンクレアによる製品、さらには様々なビスポークテイラーがボンドスーツをそれぞれに再現したものまで、様々なものを見つけることができる。

## 備考
- 『ドクター・ノー』でボンドはサヴィル・ロウのスーツを愛用していると言っているが、50年以上に及ぶ『007シリーズ』でこの通りに店を構えるテイラーのスーツであったことは一度もない。コネリーのアンソニー・シンクレア、レーゼンビーのDimi Major、ムーアのダグラス・ヘイワード、いずれも比較的近くではあるがサヴィル・ロウの通りではない。